# ホセ・マリア・ロペス
ホセ・マリア・"ペチート"・ロペス（José María "Pechito" López, 1983年4月26日 - ）は、アルゼンチン・コルドバ州リオ・テルセロ出身のレーシングドライバー。

## 経歴

### 初期
2001年にルチディ・モータースポーツからフォーミュラ・ルノー・2000・ユーロカップ、2002年はチームを移籍しクラム・コンペティションチームからフォーミュラ・ルノー・2000・ユーロカップに参戦しながら同年にはイタリア・フォーミュラ・ルノーに参戦しロバート・クビサを負かしてチャンピオンを獲得した。そのパフォーマンスを評価され、クビサに代わってルノーの育成プログラム入りを果たした。2003年はフォーミュラ・ルノーV6・ユーロカップにDAMSから参戦、チャンピオンを獲得した。
2004年はフォーミュラ・ルノーV6・ユーロカップに参戦しながらCMSチームでフォーミュラ3000に参戦した（6位・28ポイント）。またFIA GT選手権のテストを得て1レースのみDAMSランボルギーニチームからFIA GT選手権に参加。
2005年はフォーミュラ3000からシリーズ名が変更されたGP2へ、引き続きDAMSから参戦（9位・36ポイント）、2006年はスーパーノヴァチームから参戦（10位・30ポイント）。

### ツーリングカーレースでの活躍
ルノーとの契約が切れた2007年からはアルゼンチンの国内ツーリングカーシリーズであるTC2000アルゼンチン選手権にヴィクトール・ロッソのチームから参戦、総合5位で終えた。またアメリカン・ル・マン・シリーズでリシ コンペティツィオーネのフェラーリ・F430GTに乗り、GT1クラスからセブリング12時間レースとセントピーターズバーグのみ参戦した。
2008年には欧州が主戦場であった彼のACA アルゼンチン・フェラーリ・プロジェクトの一員としてACA・アルゼンチンチームからFIA GT選手権、さらにはトゥリスモ・カレテラとトップレース V6にも並行参戦を開始。TC2000では2年目にして早くもチャンピオンを獲得した。元々欧州が主戦場であったロペスのことはアルゼンチンでは知られてなかったため、この若き才能に敵味方問わず夢中となり、「一体こんなところで何をやってるんだ」「早くヨーロッパに戻ってF1に行け」という内容のことを言われ続けたという。
2009年もTC2000に参戦し2年連続のチャンピオンを獲得し同年にはトップレースV6のチャンピオンも獲得した。トゥリスモ・カレテラでもタイトルを争ったが、最終戦で他車の撒いたオイルによりクラッシュし、国内ツーリングカー三冠王は惜しくも逃した。この頃からF1参戦に向けて父やその友人、ロッソらが奔走。さらにはアルゼンチン政府も資金援助を申し出ていた。
こうした周囲の支援に恵まれ、2010年にはUSF1と契約を発表し、同年からのF1参戦の夢が実現目前となった。しかしチームが資金難によって参戦を断念したため自身のF1デビューも幻となってしまった(後述)。
以降は同年のFIA GT1世界選手権の終盤2戦に出場。その後は母国アルゼンチンに戻り、再びTC2000をメインに参戦。新規定『スーパーTC2000』が導入された2012年に3度目のチャンピオンを獲得している。
2013年8月、WTCCの地元アルゼンチンラウンドに、小規模プライベーターのヴィヒャーズ＝スポーツよりBMW・320で出走。このラウンドのみの出場ながら第1レースで5位、第2レースにおいてはワークス勢を破って総合優勝を飾り、同チームでフル参戦のフレディ・バースの年間獲得ポイントをたった1ラウンドで上回る結果を残した(シーズン15位)。

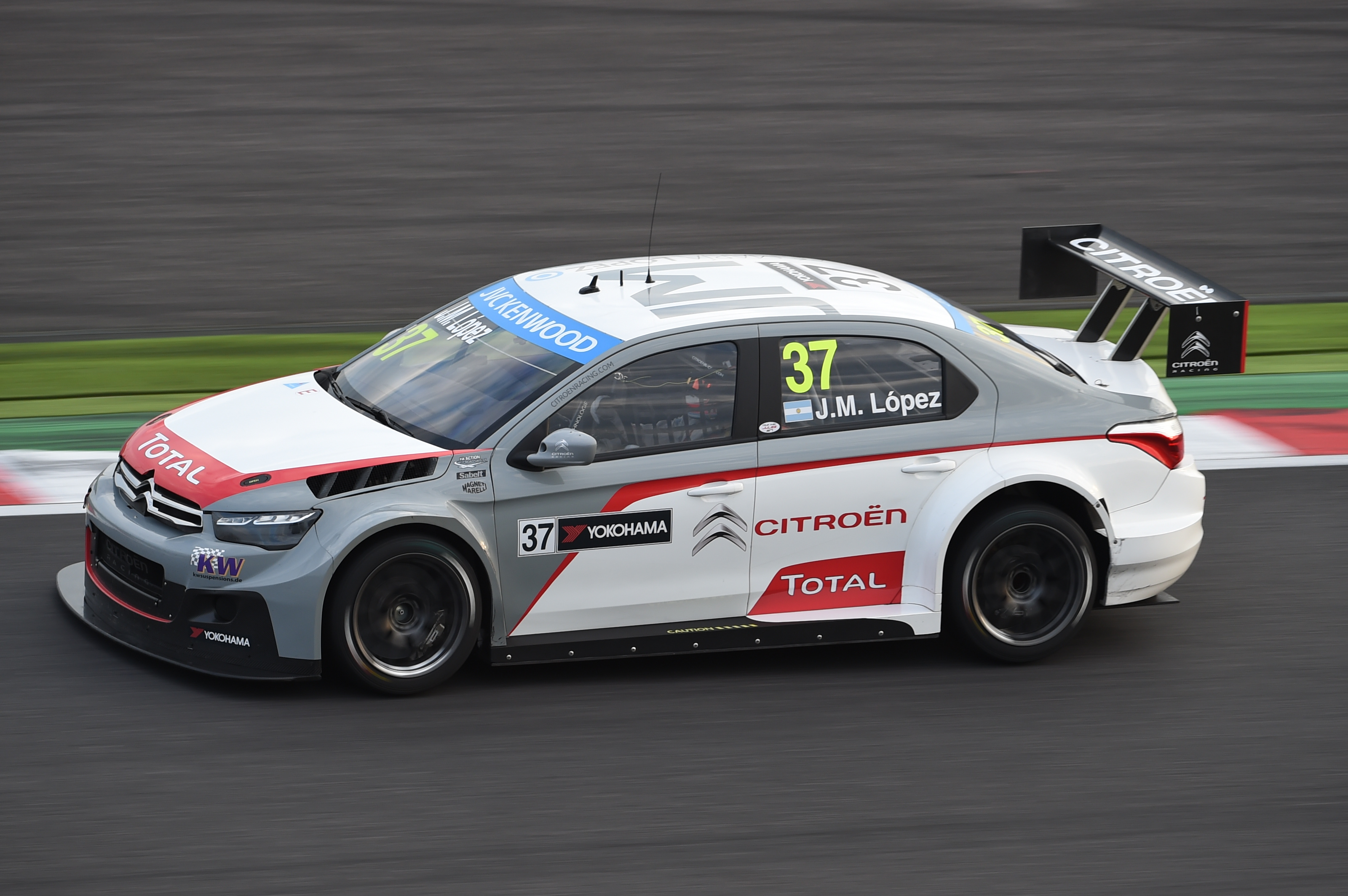
2014年のWTCC鈴鹿戦（2014/10/25 WTCC Race Of Japan）

2014年は前年の実績が認められ、この年からワークス参戦となるシトロエンから2014年の世界ツーリングカー選手権（WTCC）にフル参戦。
開幕戦モロッコラウンドの第1レースでいきなりポールトゥウィンを決めると、第6戦ロシアラウンドの第1レースでもポールトゥウィン。母国レースの第8戦アルゼンチンラウンドにおいては、第1レースでシーズン3度目のポールトゥウィンを決めると、リバースグリッドで10番グリッドスタートとなった第2レースでも残り4周でロバート・ハフを抜いて優勝し、地元の声援に応える見事な走りを見せた。第11戦日本ラウンドの第1レースで9勝目をシーズン4度目のポールトゥウィンで決め、フル参戦1年目にしてWTCCシリーズチャンピオンを獲得した。アルゼンチン人ドライバーによるワールドチャンピオンの獲得は、ファン・マヌエル・ファンジオが1957年のF1世界選手権で5度目のワールドチャンピオンを獲得して以来となる。最終戦マカオラウンドの第1レースでも勝利し、WTCCシーズン最多記録更新となる10勝を挙げた。
2015年も引き続きシトロエンから参戦。開幕戦アルゼンチンと第2戦モロッコの第1レースでポールトゥウィン。さらに第4戦ドイツ、第8戦ポルトガル、第10戦中国でも第1レースポールトゥウィンを達成し。第11戦タイの第1レースポールトゥウィンでチャンピオン連覇を果たした。
2016年もシトロエンから参戦。前半戦は昨年とは違いライバルであるホンダとの接戦となるも、後半戦は勢いを取り戻し計8勝を挙げ世界選手権3連覇を果たした。

### フォーミュラ1
2003年から2006年にかけてルノーF1の育成プログラムとなるルノー・ドライバー・デベロップメントの一員で、2006年はルノーF1のテストドライバーを務めていた。
2010年のF1世界選手権においてUSF1との契約を発表したが800万ドルのスポンサーシップをチームに持ち込むことを条件とされていた。そして、2010年1月26日にUSF1から参戦すことが発表された。しかし、3月2日に契約したUS F1チームが資金難の為にチーム経営・運営を終了した為、ロペスも契約を解除された。そのため、ヒスパニア・レーシング・F1チームでリザーブドライバーとしての契約を目指した。この一連のUS F1による騒動と契約解除劇はロペスにとってメディアや世間も非常に同情的であり、その背景にはレギュラーシート獲得の為に既にUS F1側に前払金として約83万ドルを渡している事が関連している。ロペス側陣営も「今回のチャンスは彼にとって最後のF1へのチャンスだろう」と述べた後、リザーブドライバーへの契約に尽力することを明かした。又、この件に関してロペスはUS F1について「彼らはFIAやFOTA、FOM、そしてアメリカのレースファンの全てをだました。」と述べている。
3月5日、マネージャーのフェリペ・マクゴーはホセ・マリア・ロペスがF1での仕事を見つけることが出来なかった事を公表した。それを表すかの様に、3月4日に行われたヒスパニア・レーシングの体制発表会にロペスの姿はなかった。又、契約していたUS F1側は、ロペスの前払金の返金を拒否していると伝えられる。

### フォーミュラE

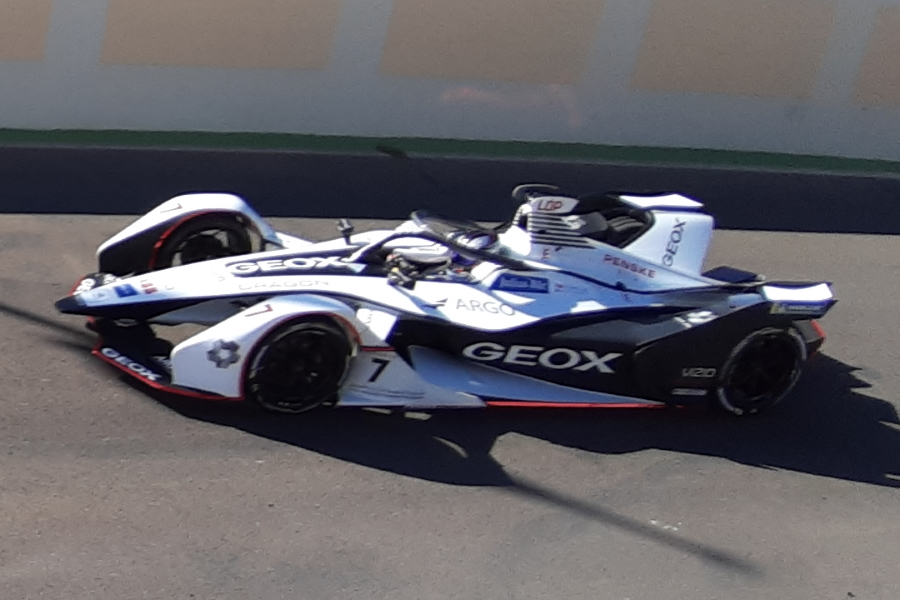
2019年マラケシュ戦（フォーミュラE）

2016年-17年のフォーミュラEにおいてWTCCの所属チームであるシトロエンとパートナーシップ提携しているDSヴァージン・レーシング・フォーミュラEチームで参戦することが発表された。フォーミュラ選手権にフル参戦するのは11年ぶりながらシーズン9位、表彰台2回を記録する。総合リザルトでこそ4位の同僚サム・バードに水をあけられたが、後半戦の出走レースではリタイア1回を除きバードに全勝しWTCC王者の意地を見せた。
翌シーズンはWECとのバッティングにより離脱したが、その後の日程変更により参戦が可能となったため、同じ理由でドラゴン・レーシングから離脱したニール・ジャニの代役として、残りのシーズンを戦った。しかし戦闘力不足もあり、入賞3回に終わっている（シーズン17位）。
2018-2019年はフル参戦となるが、昨シーズンを下回る入賞2回（シーズン21位）で、スポット参戦のチームメイトのマクシミリアン・ギュンターにも敗れるという有様で、このシーズン限りでシリーズから離脱している。なお後任にはWECで同僚のブレンドン・ハートレイが就いている。

### 世界耐久選手権（WEC）

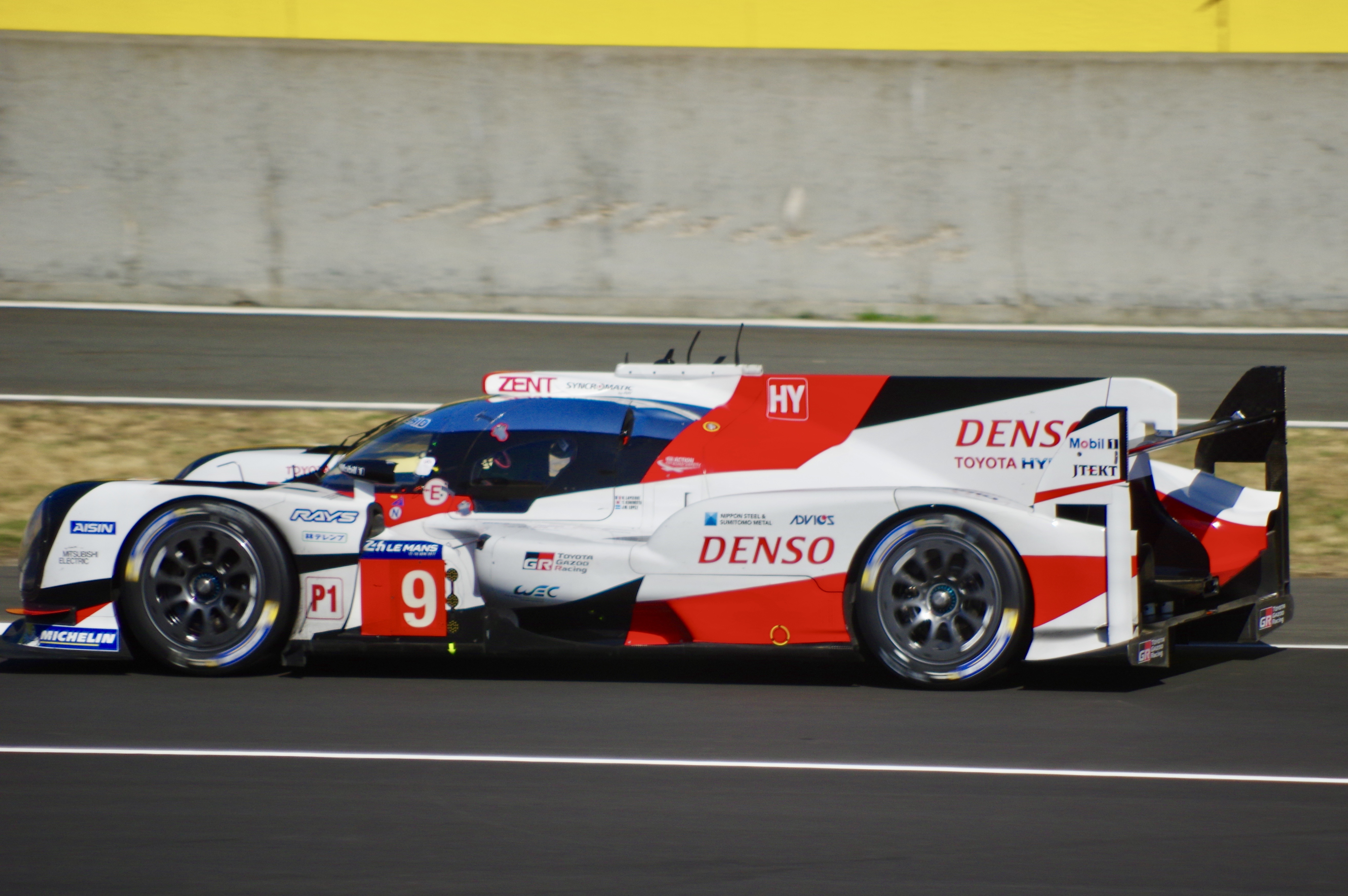
2017年ル・マン（WEC）

2017年2月2日、FIA 世界耐久選手権（WEC）に2015年冬よりテストをしていたトヨタ・ガズー・レーシングからLMP1 Hybridクラスに参戦することが発表される。TS050 HYBRIDの7号車をマイク・コンウェイ、小林可夢偉とシェアする。なお同年ル・マンのみ9号車よりニコラ・ラピエール、国本雄資と出場したが、ラピエール走行中のトラブルによりリタイアに終わった。
以降は小林可夢偉/マイク・コンウェイとのコンビで2019-2020年には選手権を、2021年にはル・マンを初めて制覇した。アルゼンチン人のル・マン総合優勝は、1954年のホセ・フロイラン・ゴンザレス以来67年ぶり2人目、ラテン・アメリカ人としても1968年のペドロ・ロドリゲス以来53年ぶり3人目となった。また複数の異なるカテゴリでのFIA世界選手権制覇は、ペター・ソルベルグ、フェルナンド・アロンソに続く3人目となった。
2022年も同じ体制で参戦。開幕戦セブリング1000マイルでは同一周回で二度立て続けにクラッシュし、リタイアしている。第3戦ル・マンでは僚機と争うが、ロペスのスティント中にマシントラブルが発生。短時間で回復して総合2位でフィニッシュしたが、連覇は逃した。

## 人物
- 海外の実況やメディアでは愛称の「Pechito」で呼ばれるのが一般的である。アルゼンチンには他人を罵る言葉として「Pecho frío(直訳すると"冷たい胸")」という俗語がある[注 1]が、ロペスが生まれる前にレースをしていた父[注 2]は対戦相手たちと口論の末に「¡Ustedes son unos pecho frío!（お前らみんなPecho fríoだ）」と叫んだことで、「Pecho」とあだ名された。そして彼の息子には指小辞の「ito」をつけて「Pechito」と呼ばれるようになった。なおアルゼンチンには"Cocho"・ロペス[注 3][15]、その息子の"Cochito"・ロペス[16]というツーリングカーレースのスターがおり、さらに後者はホセと同い年で経歴に共通点も多いため、同国ではしばし混同される[17]。
- ラテン人らしく陽気で、常に人を笑わせることを考えているようなムードメーカーな性格を持つ一方で、仕事ぶりは極めて勤勉で繊細、エンジニアへの要求は厳しいと評される。ドライビングは限界点を果敢に攻めまくって探るスタイルであり、シトロエン・レーシングのテクニカルディレクターであったクサビエ・メステラン・ピノンは「ロペスはC-エリーゼをまるでF1マシンかのようにドライブし、アンダーステアをオーバーステアにしている」と語っていた。加えて鋭いフィードバックに解析データの正確な理解、シミュレーターでの入念な準備などを併せ、走り方やセッティングの最適解を見つけ出すのがずば抜けて早い。さらにオーバーテイクの技術も卓越しており、「彼の仕掛けに二度目はまず無く、ほぼ一撃で相手を仕留める（ピノン談）」という。初めてのマシンに知らないコースだらけのWTCCで初年度から王者を取れたのは、こうした彼の能力によるものだとされている[18]。
- トヨタの同僚であるアンソニー・デビッドソンは、ロペスはツーリングカーレースのイメージが強いが、本質はフォーミュラレーサーであると評している[19]。
- 一流ゲーマーで、世界大会にも出場経験がある[20]。WECでの彼のヘルメットにはソニック・ザ・ヘッジホッグを模したキャラクターがあしらわれている[21]。
- カーナンバー37はカート時代からのもので、選択できる場合は必ず37を選ぶ。SNSのIDにも使われている。
- トヨタのGRスープラやGRヤリスの公式インプレッション動画にも登場している。

## レース戦績

### フォーミュラ・ルノーV6・ユーロカップ
| 年     | チーム | 1         | 2        | 3         | 4       | 5       | 6     | 7       | 8       | 9       | 10      | 11    | 12    | 13      | 14      | 15    | 16      | 17      | 18        | 順位 | ポイント |
| ------ | ------ | --------- | -------- | --------- | ------- | ------- | ----- | ------- | ------- | ------- | ------- | ----- | ----- | ------- | ------- | ----- | ------- | ------- | --------- | ---- | -------- |
| 2003年 | DAMS   | CAT 1 Ret | CAT 2 13 | MAG 1 Ret | MAG 2 3 | MON 2 3 | DON 1 | DON 2 3 | SPA 1 7 | SPA 1 2 | SPA 2 1 | AND 1 | AND 2 | OSC 1 2 | OSC 2 1 | EST 1 | EST 2 5 | MNZ 1 3 | MNZ 2 Ret | 1位  | 354      |

- 太字はポールポジション、斜字はファステストラップ。(key)

### 国際F3000選手権
| 年     | チーム              | シャシー       | エンジン   | 1       | 2     | 3     | 4     | 5       | 6     | 7     | 8     | 9     | 10      | DC  | ポイント |
| ------ | ------------------- | -------------- | ---------- | ------- | ----- | ----- | ----- | ------- | ----- | ----- | ----- | ----- | ------- | --- | -------- |
| 2004年 | CMS・パフォーマンス | ローラ・B02/50 | ザイテック | IMO Ret | CAT 6 | MON 3 | NÜR 5 | MAG Ret | SIL 4 | HOC 6 | HUN 8 | SPA 3 | MNZ Ret | 6位 | 28       |

- 太字はポールポジション、斜字はファステストラップ。(key)

### GP2シリーズ
| 年     | エントラント               | 1         | 2           | 3           | 4           | 5           | 6          | 7           | 8           | 9           | 10          | 11          | 12         | 13          | 14          | 15          | 16        | 17          | 18          | 19          | 20          | 21          | 22        | 23        | DC   | ポイント |
| ------ | -------------------------- | --------- | ----------- | ----------- | ----------- | ----------- | ---------- | ----------- | ----------- | ----------- | ----------- | ----------- | ---------- | ----------- | ----------- | ----------- | --------- | ----------- | ----------- | ----------- | ----------- | ----------- | --------- | --------- | ---- | -------- |
| 2005年 | DAMS                       | IMO FEA 2 | IMO SPR 11  | CAT FEA 6   | CAT SPR 1   | MON FEA Ret | NÜR FEA 13 | NÜR SPR 14  | MAG FEA 2   | MAG SPR Ret | SIL FEA 9   | SIL SPR Ret | HOC FEA 13 | HOC SPR 10  | HUN FEA Ret | HUN SPR Ret | IST FEA 6 | IST SPR 7   | MNZ FEA Ret | MNZ SPR Ret | SPA FEA 10  | SPA SPR 8   | BHR FEA 4 | BHR SPR 4 | 9位  | 36       |
| 2006年 | スーパーノヴァ・レーシング | VAL FEA 5 | VAL SPR Ret | IMO FEA Ret | IMO SPR Ret | NÜR FEA 4   | NÜR SPR 3  | CAT FEA Ret | CAT SPR Ret | MON FEA Ret | SIL FEA Ret | SIL SPR 14  | MAG FEA 3  | MAG SPR Ret | HOC FEA 7   | HOC SPR 2   | HUN FEA 8 | HUN SPR Ret | IST FEA 9   | IST SPR 11  | MNZ FEA Ret | MNZ SPR Ret |           |           | 10位 | 30       |

- 太字はポールポジション、斜字はファステストラップ。(key)

### FIA GT1世界選手権
| 年     | チーム                 | 車両                     | 1      | 2      | 3      | 4      | 5      | 6      | 7      | 8      | 9      | 10     | 11     | 12     | 13     | 14     | 15     | 16     | 17     | 18     | 19         | 20       | 順位 | ポイント |
| ------ | ---------------------- | ------------------------ | ------ | ------ | ------ | ------ | ------ | ------ | ------ | ------ | ------ | ------ | ------ | ------ | ------ | ------ | ------ | ------ | ------ | ------ | ---------- | -------- | ---- | -------- |
| 2010年 | ヤング・ドライバー AMR | アストンマーティン・DBR9 | ABU QR | ABU CR | SIL QR | SIL CR | BRN QR | BRN CR | PRI QR | PRI CR | SPA QR | SPA CR | NÜR QR | NÜR CR | ALG QR | ALG CR | NAV QR | NAV CR | INT QR | INT CR | SAN QR Ret | SAN CR 5 | 37位 | 10       |

(key)

### 世界ツーリングカー選手権
| 年     | チーム                  | 車両                      | 1       | 2       | 3       | 4       | 5        | 6       | 7       | 8       | 9       | 10       | 11      | 12        | 13      | 14      | 15      | 16      | 17      | 18        | 19      | 20      | 21      | 22      | 23    | 24      | 順位 | ポイント |
| ------ | ----------------------- | ------------------------- | ------- | ------- | ------- | ------- | -------- | ------- | ------- | ------- | ------- | -------- | ------- | --------- | ------- | ------- | ------- | ------- | ------- | --------- | ------- | ------- | ------- | ------- | ----- | ------- | ---- | -------- |
| 2013年 | ヴィヒャーズ＝スポーツ  | BMW・320 TC               | ITA 1   | ITA 2   | MAR 1   | MAR 2   | SVK 1    | SVK 2   | HUN 1   | HUN 2   | AUT 1   | AUT 2    | RUS 1   | RUS 2     | POR 1   | POR 2   | ARG 1 5 | ARG 2 1 | USA 1   | USA 2     | JPN 1   | JPN 2   | CHN 1   | CHN 2   | MAC 1 | MAC 2   | 15位 | 35       |
| 2014年 | シトロエン・トタル WTCC | シトロエン・C-エリゼ WTCC | MAR 1   | MAR 2   | FRA 1 4 | FRA 2 1 | HUN 1 2  | HUN 2 6 | SVK 1 2 | SVK 2 C | AUT 1 3 | AUT 2 1  | RUS 1   | RUS 2 Ret | BEL 1 2 | BEL 2 1 | ARG 1   | ARG 2 1 | BEI 1 3 | BEI 2 4   | CHN 1   | CHN 2 3 | JPN 1   | JPN 2 6 | MAC 1 | MAC 2 5 | 1位  | 462      |
| 2015年 | シトロエン・トタル WTCC | シトロエン・C-エリゼ WTCC | ARG 1   | ARG 2   | MAR 1   | MAR 2 3 | HUN 1    | HUN 2 6 | GER 1   | GER 2   | RUS 1 2 | RUS 2 12 | SVK 1 2 | SVK 2     | FRA 1 3 | FRA 2 1 | POR 1   | POR 2 5 | JPN 1   | JPN 2 Ret | CHN 1   | CHN 2 3 | THA 1   | THA 2 3 | QAT 1 | QAT 2 8 | 1位  | 475      |
| 2016年 | シトロエン・レーシング  | シトロエン・C-エリゼ WTCC | FRA 1 6 | FRA 2 1 | SVK 1 5 | SVK 2 1 | HUN 1 13 | HUN 2 1 | MAR 1 2 | MAR 2 1 | GER 1   | GER 2 1  | RUS 1 5 | RUS 2 8   | POR 1 5 | POR 2 5 | ARG 1 5 | ARG 2 1 | JPN 1 4 | JPN 2     | CHN 1 4 | CHN 2 1 | QAT 1 9 | QAT 2 3 |       |         | 1位  | 381      |

- 太字はポールポジション、斜字はファステストラップ。(key)

### フォーミュラE
| 年        | チーム                   | シャシー | パワートレイン     | 1        | 2      | 3      | 4        | 5       | 6       | 7       | 8      | 9       | 10     | 11      | 12      | 13      | 順位 | ポイント |
| --------- | ------------------------ | -------- | ------------------ | -------- | ------ | ------ | -------- | ------- | ------- | ------- | ------ | ------- | ------ | ------- | ------- | ------- | ---- | -------- |
| 2016-17年 | DSヴァージン・レーシング | SRT 01E  | ヴァージン・DSV-02 | HKG Ret+ | MAR 10 | BNA 10 | MEX 6    | MON Ret | PAR 2   | BER 4   | BER 5  | NYC     | NYC    | MTL Ret | MTL 3   |         | 9位  | 65       |
| 2017-18年 | ドラゴン・レーシング     | SRT 01E  | ペンスキー・EV-2   | HKG      | HKG    | MAR 6  | SAN Ret+ | MEX 12  | PDE 8   | ROM 17† | PAR 10 | BER 18  | ZUR 12 | NYC Ret | NYC Ret |         | 17位 | 14       |
| 2018-19年 | ジェオックス・ドラゴン   | SRT 05e  | ペンスキー・EV-3   | ADR Ret  | MAR 11 | STI 9  | MEX 17   | HKG 11  | SNY Ret | ROM 16  | PAR 13 | MON 10+ | BER 20 | BRN DSQ | NYC 12  | NYC Ret | 21位 | 3        |

(key)
- + : ファンブースト。
- † : リタイアだが、90%以上の距離を走行したため規定により完走扱い。

### FIA 世界耐久選手権
| 年        | エントラント               | クラス       | シャシー             | エンジン                            | 1       | 2      | 3       | 4       | 5      | 6      | 7      | 8       | 9     | 順位 | ポイント |
| --------- | -------------------------- | ------------ | -------------------- | ----------------------------------- | ------- | ------ | ------- | ------- | ------ | ------ | ------ | ------- | ----- | ---- | -------- |
| 2017年    | トヨタ・ガズー・レーシング | LMP1         | トヨタ・TS050 HYBRID | トヨタ 2.4L Turbo V6 (Hybrid)       | SIL 23  | SPA    | LMS Ret | NÜR 3   | MEX 4  | COA 4  | FUJ 2  | SHA 4   | BHR 4 | 6位  | 84.5     |
| 2018-19年 | トヨタ・ガズー・レーシング | LMP1         | トヨタ・TS050 HYBRID | トヨタ 2.4L Turbo V6 (Hybrid)       | SPA 2   | LMS 2  | SIL DSQ | FUJ 1   | SHA 1  | SEB 2  | SPA 6  | LMS 2   |       | 2位  | 157      |
| 2019-20年 | トヨタ・ガズー・レーシング | LMP1         | トヨタ・TS050 HYBRID | トヨタ 2.4L Turbo V6 (Hybrid)       | SIL 1   | FUJ 2  | SHA 3   | BHR 1   | COA 3  | SPA 1  | LMS 3  | BHR 1   |       | 1位  | 207      |
| 2021年    | トヨタ・ガズー・レーシング | LMH          | トヨタ・GR010 HYBRID | トヨタ H8909 3.5L Turbo V6 (Hybrid) | SPA 3   | POR 2  | MNZ 1   | LMS 1   | BHR 1  | BHR 2  |        |         |       | 1位  | 173      |
| 2022年    | トヨタ・ガズー・レーシング | LMH          | トヨタ・GR010 HYBRID | トヨタ H8909 3.5L Turbo V6 (Hybrid) | SEB Ret | SPA 1  | LMS 2   | MNZ 3   | FUJ 2  | BHR 1  |        |         |       | 3位  | 133      |
| 2023年    | トヨタ・ガズー・レーシング | ハイパーカー | トヨタ・GR010 HYBRID | トヨタ H8909 3.5L Turbo V6 (Hybrid) | SEB 1   | POR 9  | SPA 1   | LMS Ret | MNZ 1  | FUJ 1  | BHR 2  |         |       | 2位  | 145      |
| 2024年    | アコーディス・ASPチーム    | LMGT3        | レクサス・RC F LMGT3 | トヨタ 2UR-GSE 5.4 L V8             | LUS 16  | IMO 15 | SPA 14  |         | SÃO 11 | COA 11 | FUJ 12 | BHR Ret |       | 32位 | 0        |
| 2024年    | トヨタ・ガズー・レーシング | ハイパーカー | トヨタ・GR010 HYBRID | トヨタ H8909 3.5L Turbo V6 (Hybrid) |         |        |         | LMS 2   |        |        |        |         |       | 16位 | 36       |

- 太字はポールポジション、斜字はファステストラップ。(key)
- * : 今シーズンの順位。（現時点）

### ウェザーテック・スポーツカー選手権
| 年     | チーム                           | クラス                | 車両                       | エンジン | 1     | 2     | 3   | 4   | 5   | 6   | 7   | 8   | 9   | 10  | 順位 | ポイント |
| ------ | -------------------------------- | --------------------- | -------------------------- | -------- | ----- | ----- | --- | --- | --- | --- | --- | --- | --- | --- | ---- | -------- |
| 2022年 | アリー・キャデラック・レーシング | キャデラック・DPi-V.R | キャデラック・LT1 5.5 L V8 | DPi      | DAY 5 | SEB 6 | LBH | LGA | MDO | DET | WGL | MOS | ELK | PET | 17位 | 566      |

- 太字はポールポジション、斜字はファステストラップ。(key)
- * : 今シーズンの順位。（現時点）

### ル・マン24時間レース
| 年     | チーム                     | コ・ドライバー                  | 車両                 | クラス       | 周回 | 順位 | クラス 順位 |
| ------ | -------------------------- | ------------------------------- | -------------------- | ------------ | ---- | ---- | ----------- |
| 2017年 | トヨタ・ガズー・レーシング | ニコラ・ラピエール 国本雄資     | トヨタ・TS050 HYBRID | LMP1         | 160  | DNF  | DNF         |
| 2018年 | トヨタ・ガズー・レーシング | マイク・コンウェイ 小林可夢偉   | トヨタ・TS050 HYBRID | LMP1         | 386  | 2位  | 2位         |
| 2019年 | トヨタ・ガズー・レーシング | マイク・コンウェイ 小林可夢偉   | トヨタ・TS050 HYBRID | LMP1         | 385  | 2位  | 2位         |
| 2020年 | トヨタ・ガズー・レーシング | マイク・コンウェイ 小林可夢偉   | トヨタ・TS050 HYBRID | LMP1         | 381  | 3位  | 3位         |
| 2021年 | トヨタ・ガズー・レーシング | マイク・コンウェイ 小林可夢偉   | トヨタ・GR010 HYBRID | LMH          | 371  | 1位  | 1位         |
| 2022年 | トヨタ・ガズー・レーシング | マイク・コンウェイ 小林可夢偉   | トヨタ・GR010 HYBRID | LMH          | 380  | 2位  | 2位         |
| 2023年 | トヨタ・ガズー・レーシング | マイク・コンウェイ 小林可夢偉   | トヨタ・GR010 HYBRID | ハイパーカー | 103  | DNF  | DNF         |
| 2024年 | トヨタ・ガズー・レーシング | ニック・デ・フリース 小林可夢偉 | トヨタ・GR010 HYBRID | ハイパーカー | 311  | 2位  | 2位         |